# Renato Vrbičić
Renato Vrbičić, född 21 november 1970 i Šibenik, död
12 juni 2018, var en kroatisk vattenpolospelare. Han ingick i Kroatiens landslag vid olympiska sommarspelen 1996.
Vrbičić gjorde tio mål i den olympiska vattenpoloturneringen i Atlanta där Kroatien tog silver. Vrbičić gjorde ett av Kroatiens mål i OS-finalen som Spanien vann med 7–5.